# Rio degli Zecchini

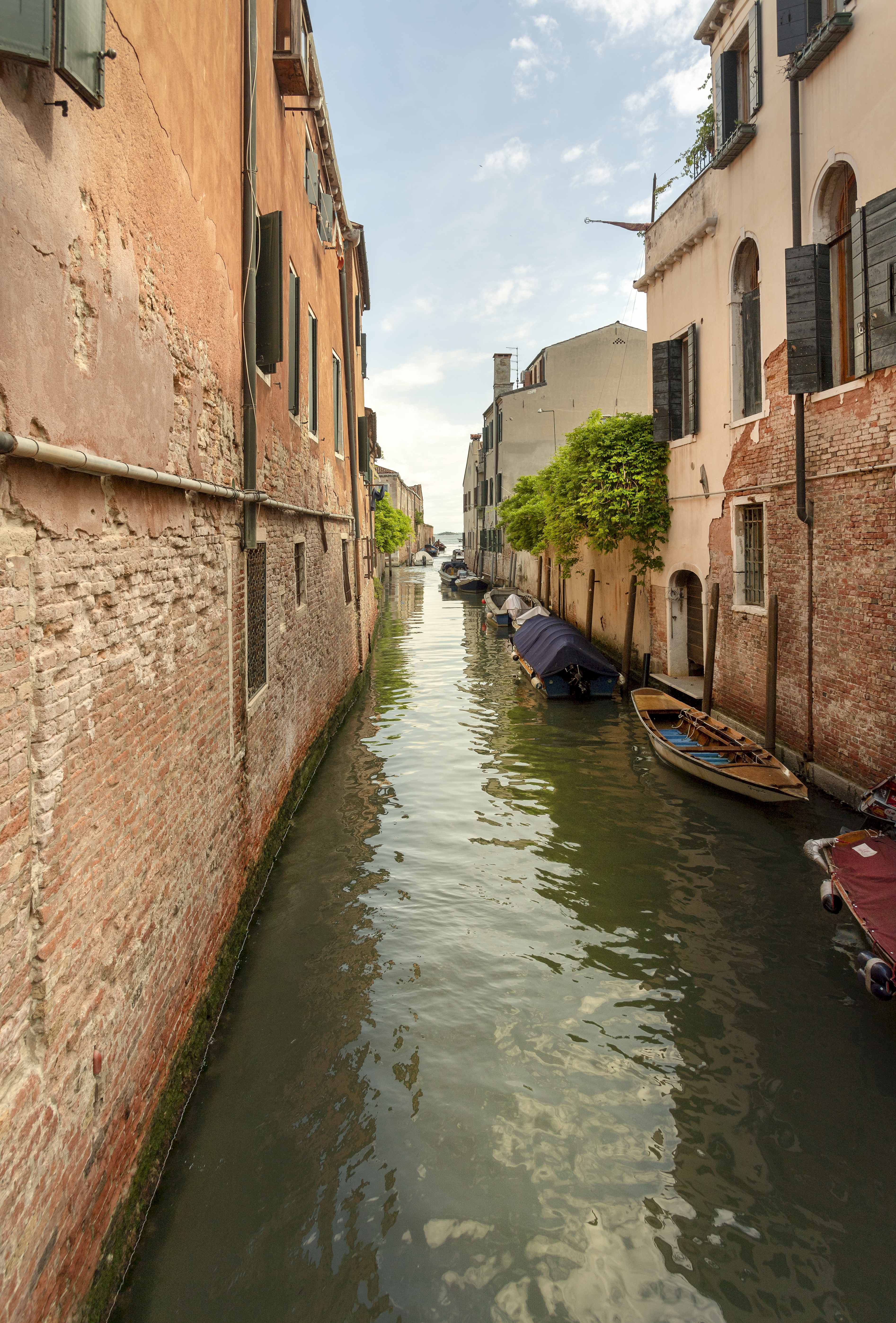
Rio dei Trasti, Rio dei Zecchini

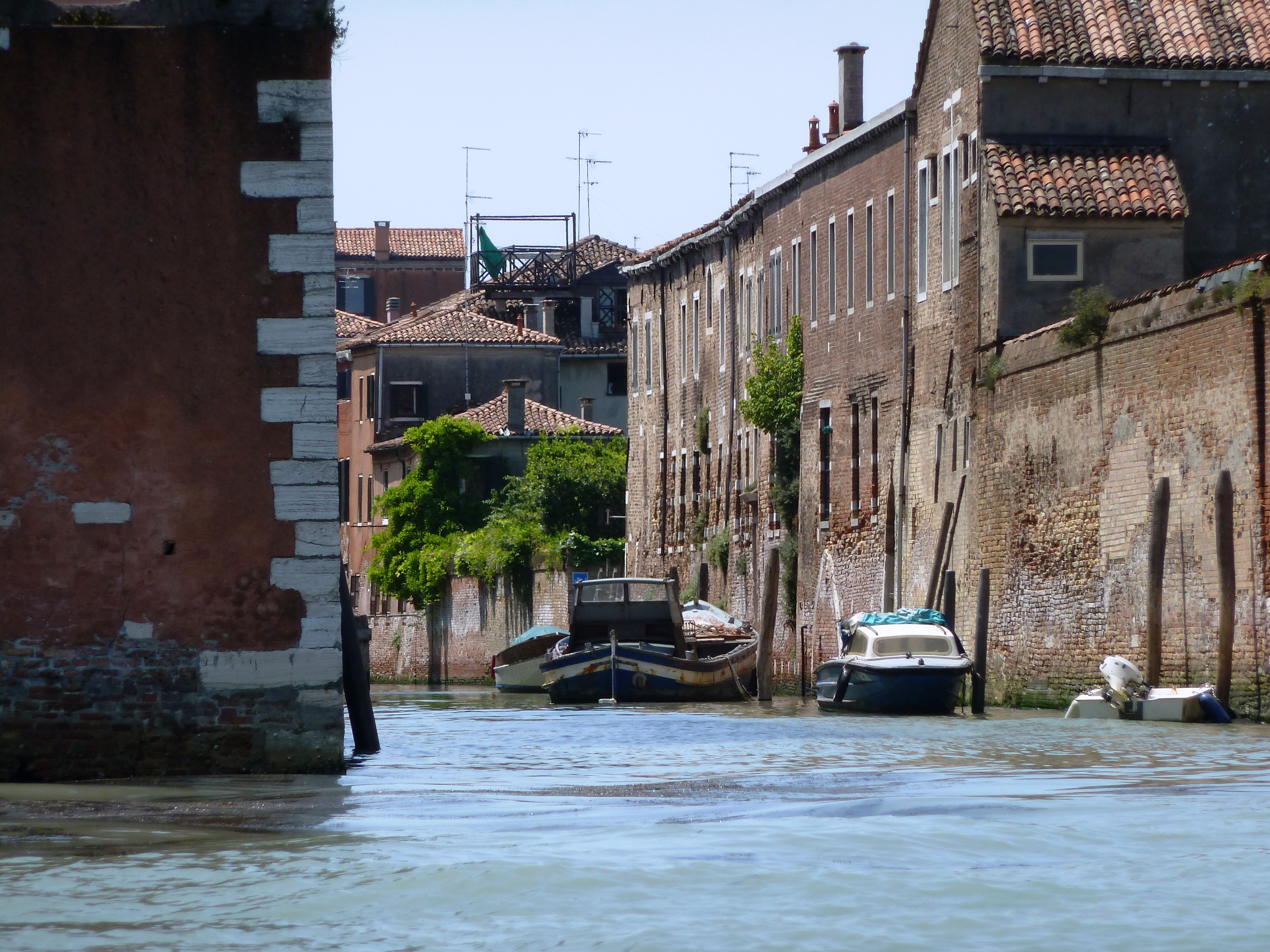
embouchure du rio dans la lagune

Le rio degli Zecchini est un canal de Venise dans le sestiere de Cannaregio en Italie.

## Origine
Le zecchino fut le nom usuel des ducats d'or de la république de Venise. Mais ici, il s'agit du nom de la famille Girardi-Zecchini originaire de Bergame. Deux frères de la famille acquièrent en 1575 le palais dit dei Zecchini. À la suite du mariage en 1635 entre Valeria Zecchini et Benigno Benzi, il devint le palais Benci Zecchini. 
Le rio longe une partie du couvent tardif du XIVe siècle ee Sant'Alvise, propriété des sœurs Canossianes.

## Description
Le rio degli Zecchini a une longueur de 155 m.
Il prolonge le rio dei Trasti et relie le rio della Madonna dell'Orto au canale delle Fondamente Nove en sens nord-sud.
Il n'est traversé par aucun pont.